# Незадоволена сексуальна напруга (фільм)
«Незадоволена сексуальна напруга» (ісп. Tensión sexual no resuelta) — еротична комедія іспанського режисера Мігеля Анхеля Ламата, відомого за фільмом « Ісі і Дісі, висока напруга». Категорія 18 +.

## Зміст
Джаз Ромеро(Норма Руїс) — Відома іспанська письменниця, яка викликала сенсацію своєю новою книгою «Незадоволена сексуальна напруга». Несподівано вона проявляє інтерес до Селесте (Саломе Хіменес), Нареченій Хуанхо(Феле Мартінес) та її проблем з нареченим. Хуанхо працює професором літератури в університеті, в якому навчається Ніко (Адам Єзерський). В обмін на гарні оцінки, Ніко стежить за Селестой і її коханцем Свердлом (Мігель Анхель Муньос), Рок- музикантом з групи «Свердло і три шурупа». Джаз, в свою чергу, стежить за ними. І у кожного з персонажів є свій «скелет у шафі» .

## Ролі
| Актор                | Роль            |
| -------------------- | --------------- |
| Феле Мартінес        | Хуанхо          |
| Норма Руїс           | Джаз / Хасінто  |
| Саломе Хіменес       | Селеста         |
| Амайя Саламанка      | Кармен (Ребека) |
| Адам Єзерський       | Ніко            |
| Пілар Рубіо          | Люсія           |
| Мігель Анхель Муньос | Свердло         |
| Хоакін Рейес         | Еду             |

## Знімальна група
- Режисер — Мігель Анхель Ламата
- Сценарист — Мігель Анхель Ламата
- Продюсер — Сантьяго Сегура